# ウール県
ウール県（Eure (フランス語発音: [œʁ])）は、フランスのノルマンディー地域圏の県である。かつてのノルマンディー州廃止後に誕生した5県のうちの1つである。

## 由来
名称は県内を流れ最後にセーヌ川に合流するウール川に由来する。

## 地理
ウール県はオート＝ノルマンディー地域圏の南部にある。セーヌ＝マリティーム県、オワーズ県、ヴァル＝ドワーズ県、イヴリーヌ県、ウール＝エ＝ロワール県、オルヌ県、カルヴァドス県と接している。
県の平均標高は150mである。ウール県は、多かれ少なかれ深い谷で区切られた台地からなる。県には13の自然区分上の地方がある。ペイ・ド・リヨン、ヴェクサン・ノルマン、ヴェクサン・ボシュ、ヴァレ・ド・ラ・セーヌ、プラトー・ド・マドリー、カンパーニュ・ド・サンタンドレ、プラトー・デュ・ヌブール、ペイ・ドゥシュ、ルモワ、リューヴァン、マレ・ヴェルニエ、ペイ・ドージュ、そしてわずかにペルシュである。
4つの代表される景観はウール県で明確に区別されている。セーヌ川谷を意味するヴァレ・ド・ラ・セーヌである。オート＝ノルマンディー地域圏の長軸であるセーヌ川谷は、ウール県北東部を横切り、北西においてはセーヌ＝マリティーム県との境界となっている。
植林の比率は23%あり、旧ノルマンディーの各県で最も森林が多い。森林は主に谷やその周辺に多く、県面積のうち132 775ヘクタールを覆っている。森林の85%が広葉樹で、15%が針葉樹である。

## 歴史
1790年3月4日、エヴルー県（Département d'Évreux）の名で新設された。最初県庁が置かれたエヴルーは1793年にその座をベルネーに譲ったが、のちにエヴルーに県庁が復活した。
1790年、エヴルー、レ＝ザンドリ、ベルネー、ルーヴィエ、ポントードメール、ヴェルメイユの6郡が置かれた。1800年にはヴェルメイユ郡が廃され、1926年にはポントードメール郡とルーヴィエ郡が廃された。
1815年6月、ワーテルローの戦いで第七次対仏大同盟軍が勝利すると、県はプロイセン軍に1818年11月まで占領されていた。ナポレオン3世による1851年12月2日クーデターの後、ウール県は大規模暴動に対処するため包囲下に置かれた県の1つであった。100人弱が逮捕された。

## 経済
農業は県面積の3 850 km2を占める重要な産業である。そのうち3 080 km2が穀物、油糧種子、およびたんぱく質作物の生産である。742 km2は恒久的に草原となっている。残りは果樹園や植物種苗場である。

## 人口統計

### 主要コミューン
県には675のコミューンがあり、人口が5000人を越えるのは2007年時点で11である。また、103のコミューンは、名称にキリスト教の聖人にちなんだSaintまたはSainteが付いている。
| コミューン         | 人口 2007 | 変遷 2007/1999 | コミューン                 | 人口 2007 | 変遷 2007/1999 |
| ------------------ | --------- | -------------- | -------------------------- | --------- | -------------- |
| エヴルー           | 51,484    | == 0,6 %       | ポントードメール           | 8,718     | -2,9 %         |
| ヴェルノン         | 24,598    | 2,2 %          | レ＝ザンドリ               | 8,208     | -9,2 %         |
| ルーヴィエ         | 18,120    | == -1,1 %      | ギャヨン                   | 6,879     | == 0,3 %       |
| ヴァル＝ド＝ルイユ | 13,548    | 2,3 %          | ヴェルヌイユ＝シュラーヴル | 6,694     | == 1,2 %       |
| ジゾール           | 11,677    | 7,3 %          | コンシュ＝アン＝ウシュ     | 5,046     | 17,8 %         |
| ベルネー           | 10,434    | -5,3 %         |                            |           |                |
| 出典 : Insee       |           |                |                            |           |                |

## 観光

ガイヤール城
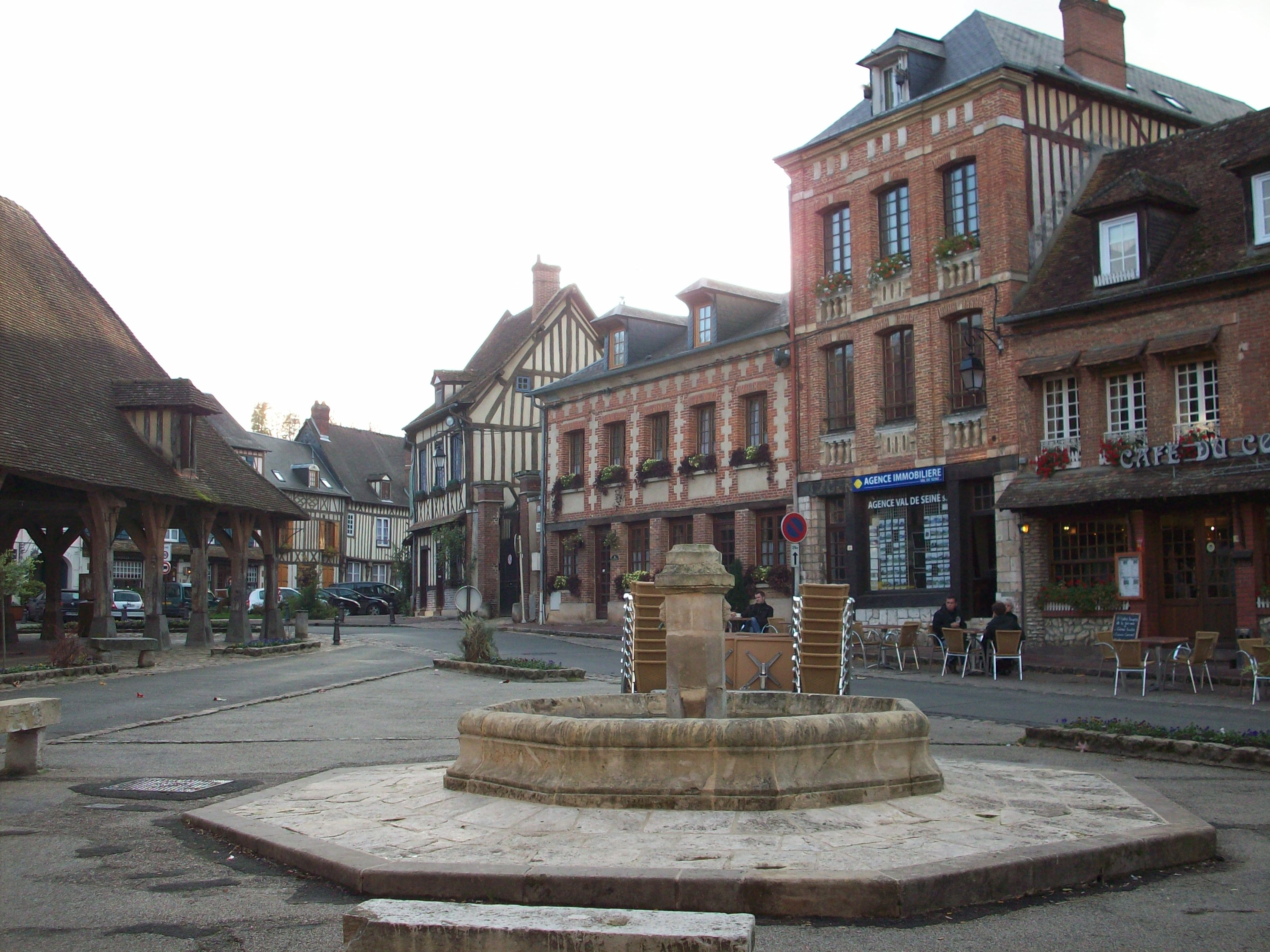
フランスの最も美しい村に登録されているリヨン＝ラ＝フォレ
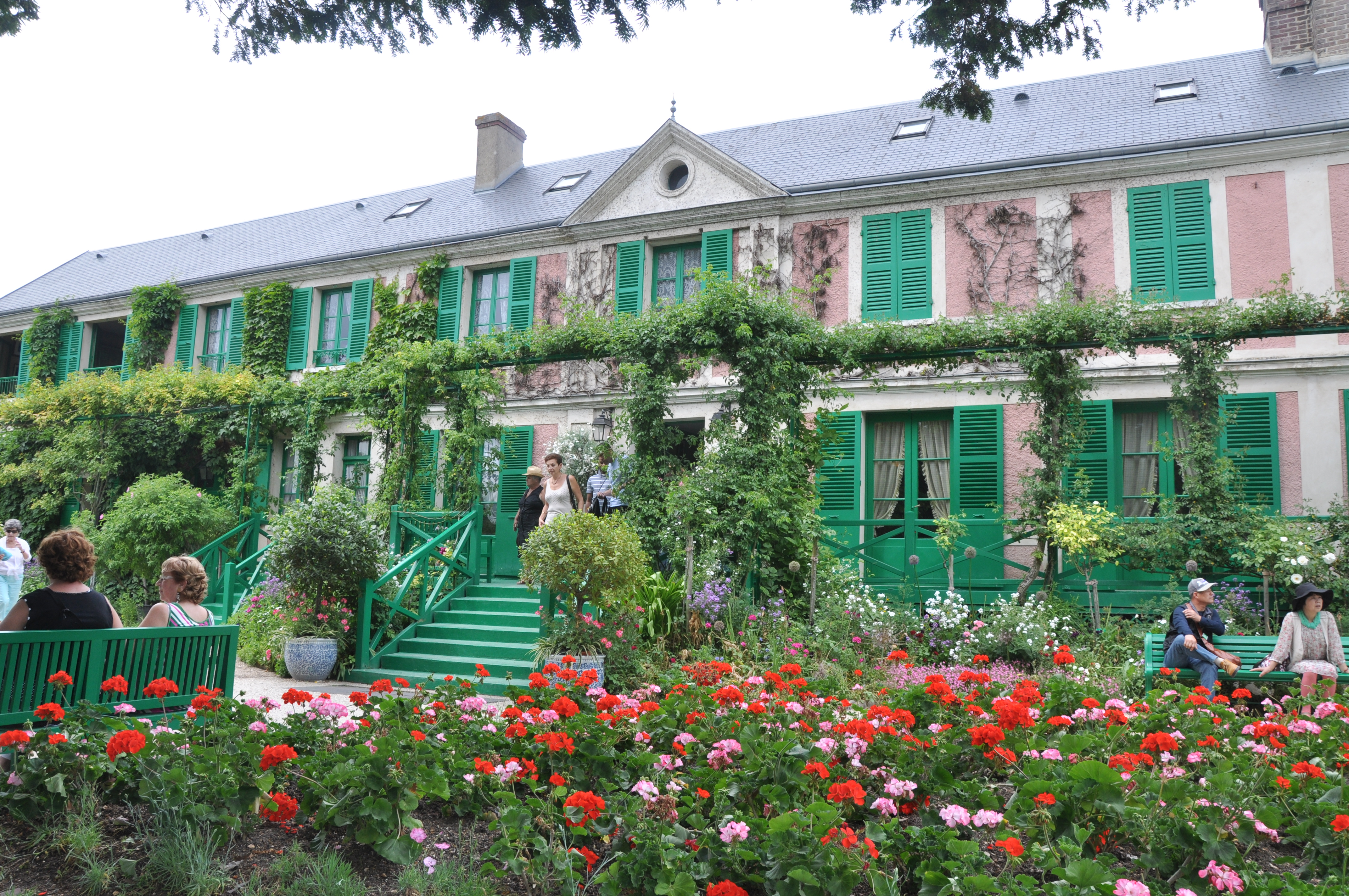
ジヴェルニーのクロード・モネの家
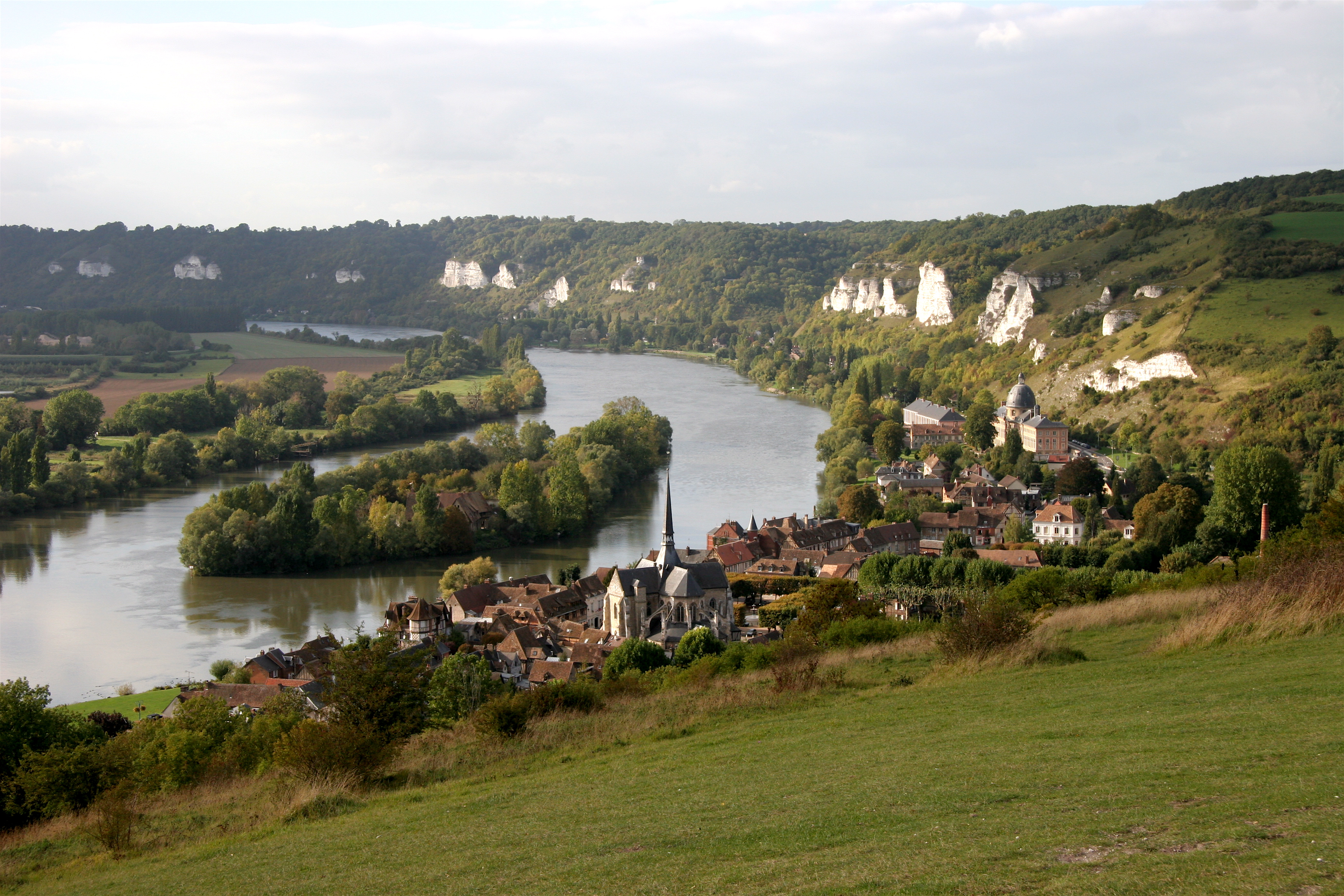
レ＝ザンドリのセーヌ川谷
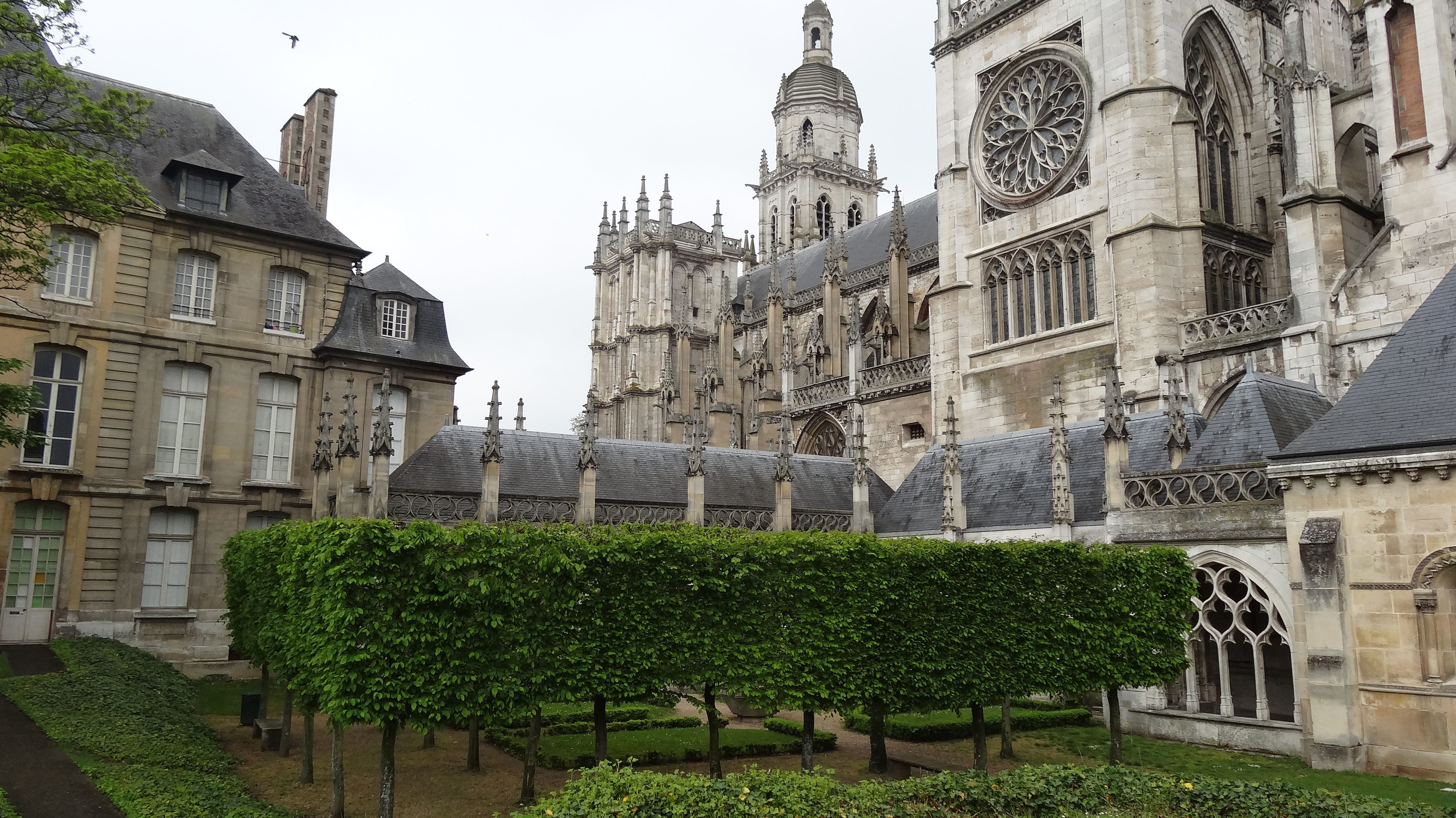
エヴルーのノートルダム大聖堂

## 公式サイト
- （フランス語） General Council website
- （フランス語） Prefecture website
- （フランス語） Village Arnières sur Iton  website Archived 2008-05-11 at the Wayback Machine.
- （英語） Giverny Vernon : In the Heart of Impressionism
- （英語） Château du Buisson de May